# Susan Banh
Susan Banh (...) è un'astronoma canadese.

## Biografia
Il Minor Planet Center le accredita la scoperta dell'asteroide 85559 Villecroze effettuata l'8 gennaio 1998.